# Atalanta Bergamasca Calcio 1950-1951
Questa pagina raccoglie i dati riguardanti l'Atalanta Bergamasca Calcio nelle competizioni ufficiali della stagione 1950-1951.

## Stagione
Nell'estate del 1950 molte squadre si interessarono ai gioielli nerazzurri, in particolare verso i due danesi che avevano fatto molto bene l'anno prima. La Juventus fu la squadra che più di tutte si interessò a Karl Hansen che acquistò dopo una trattativa lunga ed estenuante (la trattativa fu seguita in prima persona dall'Avvocato Giovanni Agnelli). Un'altra grande cessione fu quella di Casari al Napoli.
Per sostituire la mezzala danese fu preso un suo omonimo danese: Svend Hansen dall'Odense che non si rileverà allo stesso livello del predecessore. Anche gli altri acquisti non furono all'altezza dei giocatori che li avevano preceduti, difatti la squadra uscirà dal mercato piuttosto indebolita.
La squadra ha un avvio difficoltoso, l'allenatore Giovanni Varglien cambia continuamente formazione senza però trovare entusiasmanti risultati. Dopo la 17ª giornata, la società decide di esonerarlo, affidando la guida tecnica a Denis Neville. Quest'ultimo ha la felice intuizione di schierare il giovane difensore Titta Rota nell'insolito ruolo di centroavanti, il quale lo ripaga con cinque gol nelle ultime cinque partite, contribuendo in modo determinante alla salvezza dei neroazzurri.

## Organigramma societario
Area direttiva
- Presidente: Daniele Turani
- Vice Presidente: Maurizio Reich, Giulio Marelli
- Consiglieri: Giuseppe Callioni, Alessandro Gambirasi, Clemente Mayer, Alberto Mazzucconi, Guido Rossi, Luigi Tentorio, Giordano Trussardi, Erminio Turani
- Tesoriere: Antonio Rampinelli
- Segretario: Carlo Terzi, Emilio Pezzotta
- Revisore conti: Cesare Bonafus, Oreste Onetto, Giuseppe Pizzigoni

Area tecnica
- Allenatore: Giovanni Varglien (fino al 31/12/50) poi Denis Neville

Area sanitaria
- Medico sociale: Luigi Benvenuto
- Massaggiatore: Leone Sala

## Rosa
| N. |                      | Ruolo | Calciatore        |
| -- | -------------------- | ----- | ----------------- |
|    | Italia (bandiera)    | P     | Giuseppe Albani   |
|    | Italia (bandiera)    | P     | Egidio Cattaneo   |
|    | Italia (bandiera)    | D     | Antonio Dalmonte  |
|    | Italia (bandiera)    | D     | Luciano Gariboldi |
|    | Svezia (bandiera)    | D     | Bertil Nordahl    |
|    | Italia (bandiera)    | D     | Livio Roncoli     |
|    | Italia (bandiera)    | D     | Battista Rota     |
|    | Italia (bandiera)    | C     | Stefano Angeleri  |
|    | Italia (bandiera)    | C     | Gino Cortellezzi  |
|    | Danimarca (bandiera) | C     | Svend Hansen      |

| N. |                      | Ruolo | Calciatore         |
| -- | -------------------- | ----- | ------------------ |
|    | Italia (bandiera)    | C     | Ermanno Malinverni |
|    | Italia (bandiera)    | C     | Luigi Saccavino    |
|    | Italia (bandiera)    | C     | Ermanno Scaramuzzi |
|    | Italia (bandiera)    | A     | Emilio Caprile     |
|    | Italia (bandiera)    | A     | Aldo Checchetti    |
|    | Italia (bandiera)    | A     | Enrico Conca       |
|    | Italia (bandiera)    | A     | Giacinto Goldaniga |
|    | Italia (bandiera)    | A     | Francesco Cergoli  |
|    | Italia (bandiera)    | A     | Amos Mariani       |
|    | Danimarca (bandiera) | A     | Leschly Sørensen   |

## Calciomercato
| Acquisti | Acquisti           | Acquisti    | Acquisti         |
| R.       | Nome               | da          | Modalità         |
| -------- | ------------------ | ----------- | ---------------- |
| P        | Egidio Cattaneo    | Palazzolo   | definitivo       |
| C        | Svend Hansen       | Odense      | definitivo       |
| C        | Ermanno Scaramuzzi | Juventus    | prestito         |
| A        | Emilio Caprile     | Juventus    | rinnovo prestito |
| A        | Aldo Checchetti    | Padova      | definitivo       |
| A        | Enrico Conca       | Melegnanese | definitivo       |
| A        | Giacinto Goldaniga | Fanfulla    | definitivo       |
| A        | Amos Mariani       | Juventus    | definitivo       |

| Cessioni | Cessioni         | Cessioni    | Cessioni   |
| R.       | Nome             | a           | Modalità   |
| -------- | ---------------- | ----------- | ---------- |
| P        | Giuseppe Casari  | Napoli      | definitivo |
| C        | Giancarlo Cadè   | Catania     | prestito   |
| C        | Karl Aage Hansen | Juventus    | definitivo |
| C        | Francesco Randon | Catania     | definitivo |
| A        | Onorio Busnelli  | Fanfulla    | definitivo |
| A        | Antonio Caprioli | Gallaratese | definitivo |
| A        | Edmondo Fabbri   | Brescia     | definitivo |

## Risultati

### Serie A

#### Girone di andata
| Arbitro: | Gemini (Roma) |

|                        |           |  |
| Bronée 3’ Vicovaro 26’ | Marcatori |  |

| Arbitro: | Pieri (Trieste) |

|                          |           |                           |
| Sørensen 30’, 33’ (rig.) | Marcatori | 29’ Krieziu 54’ Remondini |

| Arbitro: | Massai (Pisa) |

|  |           |                          |
|  | Marcatori | 48’ Sørensen 86’ Cergoli |

| Arbitro: | Savio (Torino) |

|                         |           |  |
| Guarnieri 28’ Toros 88’ | Marcatori |  |

| Bergamo 8 ottobre 1950, ore ? 5ª giornata | Atalanta          | 0 – 0 | Sampdoria | Stadio Comunale\| Arbitro: \| Bertolio (Torino) \| |
| Arbitro:                                  | Bertolio (Torino) |       |           |                                                    |

| Arbitro: | Orlandini (Roma) |

|                            |           |             |
| Perissinotto 15’ Roffi 47’ | Marcatori | 24’ Mariani |

| Arbitro: | Gemini (Roma) |

|                |           |           |
| Checchetti 20’ | Marcatori | 12’ Motta |

| Arbitro: | Tassini (Verona) |

|           |           |  |
| Vitali 2’ | Marcatori |  |

| Arbitro: | Gamba (Napoli) |

|                         |           |  |
| Hansen 25’ Sørensen 66’ | Marcatori |  |

| Arbitro: | Bernardi (Bologna) |

|              |           |  |
| Sørensen 78’ | Marcatori |  |

| Arbitro: | Liverani (Torino) |

|                  |           |                |
| De Vito 48’, 88’ | Marcatori | 85’ Checchetti |

| Arbitro: | Bertolio (Torino) |

|                                       |           |           |
| Checchetti 10’ Hansen 28’ Cergoli 88’ | Marcatori | 83’ Curti |

| Arbitro: | Gamba (Napoli) |

|                                           |           |                              |
| Sundqvist 5’ Tontodonati 31’ Spartano 50’ | Marcatori | 15’, 70’ Hansen 26’ Sørensen |

| Arbitro: | Dattilo (Roma) |

|                                  |           |                             |
| Sørensen 44’, 85’ Checchetti 61’ | Marcatori | 17’, 66’ Wilkes 23’ Nyers I |

| Arbitro: | Bernardi (Bologna) |

|           |           |  |
| Meroni 7’ | Marcatori |  |

| Arbitro: | Bellè (Venezia) |

|                                         |           |                                                                                 |
| Hansen 9’, 13’ Sørensen 57’, 84’ (rig.) | Marcatori | 3’ (rig.) Annovazzi 10’ Liedholm 12’, 66’ G.Nordahl 44’, 68’ Burini 50’ Renosto |

| Arbitro: | Agnolin (Bassano del Grappa) |

|                   |           |              |
| Cattaneo 68’, 77’ | Marcatori | 53’ Sørensen |

| Arbitro: | Gemini (Roma) |

|                                     |           |  |
| Mariani 7’ Sørensen 49’ Caprile 60’ | Marcatori |  |

| Arbitro: | Orlandini (Roma) |

|              |           |                                                       |
| Sørensen 45’ | Marcatori | 20’, 29’, 79’ Boniperti 30’ Præst 60’ (rig.) K.Hansen |

#### Girone di ritorno
| Arbitro: | Silvano (Torino) |

|                        |           |                      |
| Sørensen 24’, 51’, 81’ | Marcatori | 43’ Bronée 76’ Galli |

| Napoli 28 gennaio 1951, ore ? 21ª giornata | Napoli            | 0 – 0 | Atalanta | Stadio Arturo Collana\| Arbitro: \| Bertolio (Torino) \| |
| Arbitro:                                   | Bertolio (Torino) |       |          |                                                          |

| Arbitro: | Longagnani (Modena) |

|                                |           |              |
| Hansen 37’ Sørensen 73’ (rig.) | Marcatori | 54’ De Prati |

| Arbitro: | Bernardi (Bologna) |

|              |           |  |
| Sørensen 12’ | Marcatori |  |

| Arbitro: | Rigato (Mestre) |

|                   |           |             |
| Gei 2’ Parodi 34’ | Marcatori | 60’ Caprile |

| Bergamo 25 febbraio 1951, ore ? 25ª giornata | Atalanta      | 0 – 0 | Udinese | Stadio Comunale\| Arbitro: \| Gemini (Roma) \| |
| Arbitro:                                     | Gemini (Roma) |       |         |                                                |

| Arbitro: | Longagnani (Modena) |

|                 |           |            |
| Carapellese 66’ | Marcatori | 86’ Hansen |

| Arbitro: | Pieri (Trieste) |

|  |           |                           |
|  | Marcatori | 59’ Vitali 79’ Roosenburg |

| Arbitro: | Bertolio (Torino) |

|                                                  |           |                          |
| Cervellati 27’ Bernicchi 35’ Cappello 78’ (rig.) | Marcatori | 8’ Hansen 75’ Scaramuzzi |

| Arbitro: | Silvano (Torino) |

|                                                           |           |  |
| Sentimenti V 10’, 76’ Magrini 28’ Puccinelli 48’ Arce 55’ | Marcatori |  |

| Arbitro: | Massai (Pisa) |

|            |           |  |
| Hansen 61’ | Marcatori |  |

| Padova 15 aprile 1951, ore ? 31ª giornata | Padova             | 0 – 0 | Atalanta | Stadio Silvio Appiani\| Arbitro: \| Bernardi (Bologna) \| |
| Arbitro:                                  | Bernardi (Bologna) |       |          |                                                           |

| Bergamo 22 aprile 1951, ore ? 32ª giornata | Atalanta          | 0 – 0 | Roma | Stadio Comunale\| Arbitro: \| Galeati (Bologna) \| |
| Arbitro:                                   | Galeati (Bologna) |       |      |                                                    |

| Arbitro: | Gemini (Roma) |

|                                  |           |            |
| Pozzi 10’ Wilkes 26’ Lorenzi 61’ | Marcatori | 44’ Hansen |

| Arbitro: | Marchese (Frattamaggiore) |

|                      |           |             |
| Sørensen 3’ Rota 82’ | Marcatori | 87’ Lipizer |

| Arbitro: | Silvano (Torino) |

|                             |           |                           |
| Gren 16’, 65’ G.Nordahl 62’ | Marcatori | 3’ Sørensen 11’, 28’ Rota |

| Arbitro: | Gamba (Napoli) |

|  |           |                                      |
|  | Marcatori | 44’, 69’, 83’, 86’ Kincses 72’ Taiti |

| Arbitro: | Rigato (Mestre) |

|                      |           |          |
| Saccavino 47’ (aut.) | Marcatori | 90’ Rota |

| Arbitro: | Maurelli (Roma) |

|                                                                               |           |                      |
| Muccinelli 11’ Mari 13’ Boniperti 50’ Bizzotto 55’ Bertuccelli 56’ Parola 72’ | Marcatori | 58’ Mariani 80’ Rota |

## Statistiche

### Statistiche di squadra
| Competizione | Punti | In casa | In casa | In casa | In casa | In casa | In casa | In trasferta | In trasferta | In trasferta | In trasferta | In trasferta | In trasferta | Totale | Totale | Totale | Totale | Totale | Totale | DR  |
| Competizione | Punti | G       | V       | N       | P       | Gf      | Gs      | G            | V            | N            | P            | Gf           | Gs           | G      | V      | N      | P      | Gf     | Gs     | DR  |
| ------------ | ----- | ------- | ------- | ------- | ------- | ------- | ------- | ------------ | ------------ | ------------ | ------------ | ------------ | ------------ | ------ | ------ | ------ | ------ | ------ | ------ | --- |
| Serie A      | 32    | 19      | 9       | 6       | 4       | 29      | 30      | 19           | 1            | 6            | 12           | 19           | 39           | 38     | 10     | 12     | 16     | 48     | 69     | -21 |

### Statistiche dei giocatori
| Giocatore      | Serie A  | Serie A |
| Giocatore      | Presenze | Reti    |
| -------------- | -------- | ------- |
| G. Albani      | 24       | -45     |
| S. Angeleri    | 31       | 0       |
| E. Caprile     | 30       | 2       |
| E. Cattaneo    | 14       | -24     |
| F. Cergoli     | 28       | 2       |
| A. Checchetti  | 17       | 4       |
| E. Conca       | 2        | 0       |
| G. Cortellezzi | 1        | 0       |
| A. Dalmonte    | 36       | 0       |
| L. Gariboldi   | 35       | 0       |
| G. Goldaniga   | 10       | 0       |
| S. Hansen      | 33       | 11      |
| E. Malinverni  | 36       | 0       |
| A. Mariani     | 26       | 3       |
| B. Nordahl     | 35       | 0       |
| L. Roncoli     | 2        | 0       |
| B. Rota        | 5        | 5       |
| L. Saccavino   | 11       | 0       |
| E. Scaramuzzi  | 12       | 1       |
| J.L. Sørensen  | 30       | 20      |